# Паломино, Марсело
Дэвид Марсело Паломино (англ. David Marcelo Palomino; род. 21 мая 2001, Хьюстон, Техас) — американский футболист, полузащитник шведского «Сундсвалля».

## Клубная карьера
Начал заниматься футболом в академии «Хьюстон Динамо» в 11-летнем возрасте. В 2016-18 годах трижды признавался лучшим игроком академии. Провёл несколько матче за «Бразос Вэлли Кэвалри». После окончания академии проходил просмотры в нескольких европейских клубах, среди которых португальский «Порту» и немецкий «Мюнхен 1860». В январе 2019 года подписал контракт с «Хьюстон Динамо». В его составе дебютировал в MLS 4 октября в домашнем поединке со «Спортингом Канзас-Сити», появившись на поле в середине второго тайма. В 2021 году на правах аренды выступал за «Шарлотт Индепенденс» в чемпионшипе ЮСЛ.
В январе 2023 года перешёл в шведскую «АФК Эскильстуну», с которой подписал контракт на четыре года. За новый клуб дебютировал в Суперэттане 3 апреля в матче первого тура с «Эргрюте». По итогам сезона команда заняла последнее место в турнирной таблице и вылетела в первый дивизион, а Паломино покинул клуб и перешёл в «Сундсвалль».